# Zirgesheim
Zirgesheim ein Gemeindeteil der Großen Kreisstadt Donauwörth im schwäbischen Landkreis Donau-Ries (Bayern).

## Geographie
Das Pfarrdorf Zirgesheim liegt am nördlichen Ufer der Donau etwa 2 Kilometer östlich von Donauwörth. Zur Gemarkung gehören auch die Weiler Lederstatt und Stillberghof und die Einöde Schiesserhof.

## Ortsname
Der ursprüngliche Ortsname Iringesheim wurde erstmals im 12. Jahrhundert erwähnt und setzt sich aus dem mittelhochdeutschen Grundwort heim (Haus) und dem Personennamen Iring zusammen. Später wurde noch die Präposition ze (bei) vorgesetzt. Gemeint ist damit also eine Siedlung beim Haus des (Herrn) Iring.

## Geschichte

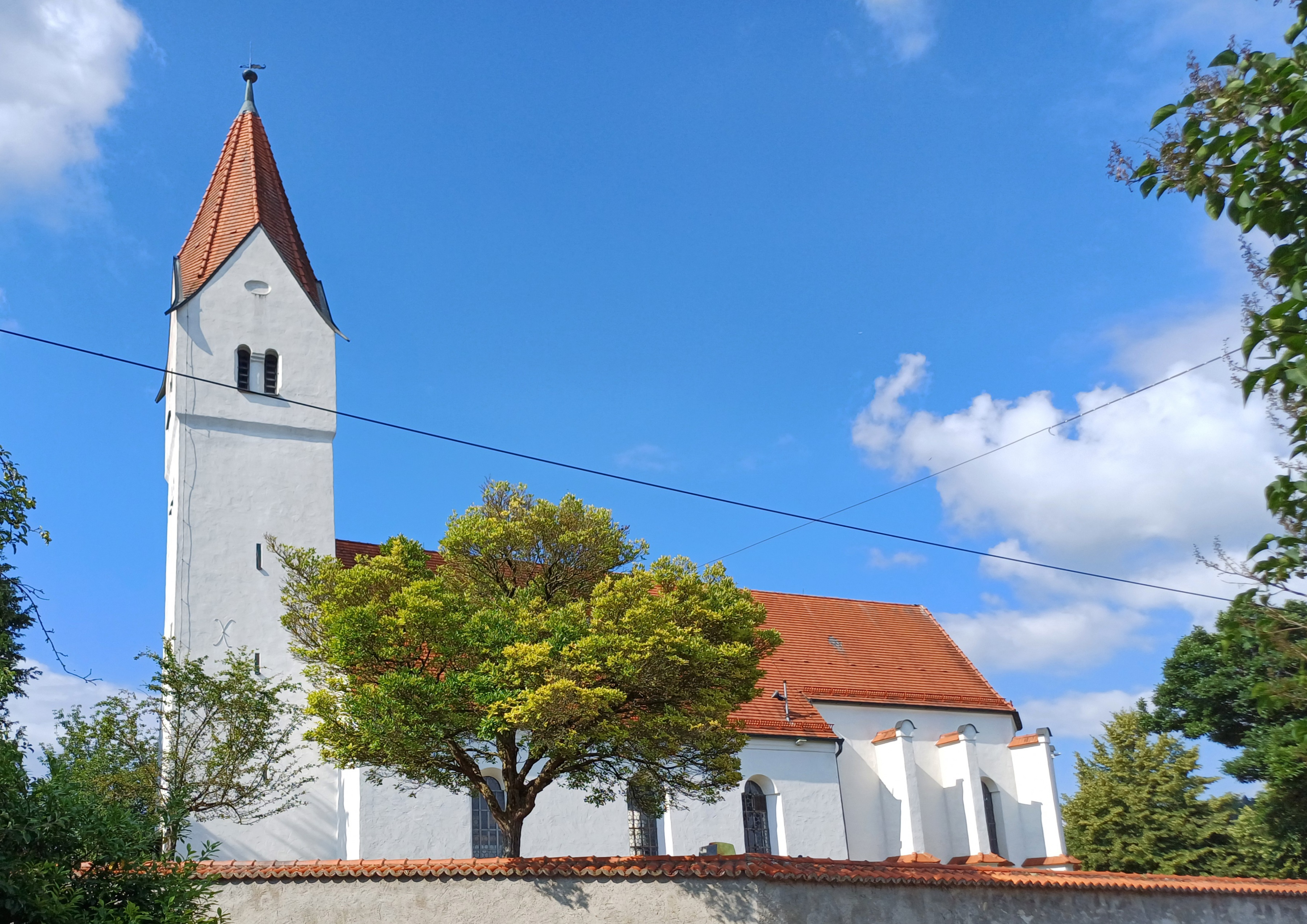
Maria Immaculata in Zirgesheim

Aus verschiedenen Epochen der Vor- und Frühgeschichte sind Funde aus der Flur bekannt. Einige Fundstücke sind im archäologischen Museum in Donauwörth ausgestellt.
In der frühen Neuzeit gehörte der Ort zum pfalz-neuburgischen Landgericht Graisbach. Grundherr waren unter anderem die Reichserbmarschälle von Pappenheim. Um das Jahr 1800 war das Spital Donauwörth bedeutendster Grundherr. Es besaß neben dem Vogthaus, Pfarrhaus und der Wirtschaft die Herrschaft über zwei Höfe, 42 Sölden und zwei Halbsölden. Die Pfarrei Zirgesheim besaß einen Halbhof und eine Sölde. Die Stadtkammer Donauwörth hatte zwei Halbhöfe und das Hochstift Augsburg (Pflegamt Westendorf) einen Dreiviertelhof. Das Patronat über die Pfarrkirche Maria Immaculata hatte das Spital Donauwörth inne.
Am 1. Juli 1971 wurde Zirgesheim im Zuge der Gemeindegebietsreform nach Donauwörth eingemeindet.
Kirchlich ist die Pfarrei Zirgesheim Teil der Pfarreiengemeinschaft Donauwörth, Dekanat Donauwörth, Bistum Augsburg.

## Einwohnerentwicklung
Folgende Einwohnerzahlen geben einen Eindruck von der Bevölkerungsentwicklung:
- 1840: 360 Einwohner
- 1910: 424 Einwohner
- 1961: 595 Einwohner[5]
- 1970: 713 Einwohner[5]
- 2015: 858 Einwohner